# Cecidomyia sorghicola
Cecidomyia sorghicola är en tvåvingeart som först beskrevs av Daniel William Coquillett 1899.  Cecidomyia sorghicola ingår i släktet Cecidomyia och familjen gallmyggor. Inga underarter finns listade i Catalogue of Life.